# Koniec 3′
Koniec 3′ (czytaj: „koniec trzy prim”) – koniec nici kwasu nukleinowego (DNA lub RNA), jeden z jej skrajnych nukleotydów.
Koniec 3′ jest zarówno nukleotydem skrajnym, jak i ostatnim, ponieważ zgodnie z przyjętą konwencją kolejność nukleotydów w cząsteczce podaje się poczynając od jej końca (krańca, nukleotydu) 5′ do 3′. Za koniec 3′ uważa się ten spośród skrajnych nukleotydów nici DNA lub RNA, który z nukleotydem sąsiednim łączy się wiązaniem fosfodiestrowym przez piąty atom węgla swojej pentozy, za to do trzeciego węgla tej pentozy nie przyłącza się już żaden inny nukleotyd. Atom węgla 3′, a właściwie występująca przy nim grupa hydroksylowa jest więc wolny i to do niego mogą się ewentualnie przyłączyć nowe nukleotydy.
Przy oznaczeniach atomów wchodzących w skład nukleotydów stosuje się symbol prim (′) bo mowa tu o atomach występującego w nukleotydzie węglowodanu, a nie zasady azotowej. Do oznaczania atomów zasad azotowych stosuje się proste oznaczenia cyfrowe, ale nie trzeba ich rozpatrywać, żeby oznaczyć końce kwasu nukleinowego.
Liniowa jednoniciowa cząsteczka kwasu nukleinowego ma jeden koniec 5′ i jeden 3′; dwuniciowa – dwa końce 5′ (po jednym na każdej nici) i dwa końce 3′. Cząsteczka kolista (obojętnie jedno- czy dwuniciowa) nie ma żadnych wolnych końców.